# Saint-Avold
Saint-Avold (výslovnost [sɛ̃t‿avɔl]IPA; německy Sankt Avold; alemansky Sänt Avor, Sänt Avuur) je francouzská obec, která se nachází v departementu Moselle, v regionu Grand Est. Rozkládá se 45 km východně od Met a 27 km jihozápadně od německého Saarbrückenu.
Nejvyšší bod obce, která má rozlohu 35,48 km2, leží 383 m nad mořem, nejnižší bod pak 215 m nad mořem.

## Historie
Oblast Saint-Avold trpěla v minulosti častými nepřátelskými vpády a od 19. století byla pod střídavou správou německých a francouzských úřadů.
V roce 509 postavil irský mnich Fridolin ze Säckingenu v místech dnešního Saint-Avoldu malý kostel. Roku 720 zde métský biskup Sigebald zřídil opatství svatého Nabora, do něhož nechal roku 765 métský arcibiskup Svatý Chrodegang převézt ostatky svatých Nabora a Felixe. Za středověku vyrostlo kolem opatství, latinsky Monasterium Sancti Naboris, jež se stalo pouťním místem, malé městečko.
Od roku 1163 patřil Saint-Avold k saarbrückenskému hrabství a stalo se z něj kvetoucí obchodní centrum. V roce 1300 tu byl postaven gotický kostel a roku 1313 i první špitál. V roce 1327 bylo městečko opevněno.
V roce 1534 obdržel Saint-Avold městská práva. Od roku 1581 do roku 1766 přináleželo město k lotrinskému vévodství. Za třicetileté války se počet obyvatel snížil z 1800 na pouhých 18 v roce 1656.
V 18. století byl kostel přestavěn a povýšen na baziliku. Během Velké francouzské revoluce byly opatství i kostel značně poškozeny. V roce 1814 se zde ubytoval maršál Blücher. Až do roku 1818 byl pak Saint-Avold obsazen jednotkami armády bavorského vévodství.
V 19. století město těžilo z rozvoje průmyslové výroby, přesto zažilo díky epidemiím a hladomoru několik vystěhovaleckých vln do Ameriky, zejména v letech 1818, 1849 a 1866. Roku 1851 byla otevřena železniční trať do Met a roku 1852 do Saarbrückenu.
Od roku 1871 do roku 1918 byl Saint-Avold součástí Německého císařství a spadal pod správu provincie Alsasko-Lotrinsko. Po celý čas byl posádkovým městem pruské armády. V roce 1910 měl Saint-Avold 6400 obyvatel, z toho bylo 2500 vojáků.
Také v roce 1918 zůstal Saint-Avold posádkovým městem. Po roce 1928 začala být v jeho bezprostřední blízkosti budována Maginotova linie. Vstup jednotek Pattonovy 3. armády 27. listopadu 1944 znamenal pro město konec 2. světové války. Při bombardování na konci války značně utrpělo i zdejší opatství.
Po roce 1945 zažilo město díky nedalekým nalezištím uhlí rychlou obnovu. V období let 1945–1966 vzrostl počet jeho obyvatel ze 7000 na 18 000. V nedalekém Carlingu vyrostla kromě petrochemického průmyslu i uhelná elektrárna Emile Huchet s výkonem 1873 MW, v níž jsou nainstalovány i dva plynové elektrárenské bloky..

## Obyvatelstvo
K 1. lednu 2018 činil počet obyvatel obce 15 433 lidí.
Následující graf zobrazuje vývoj počtu obyvatel v obci.

## Americký vojenský hřbitov

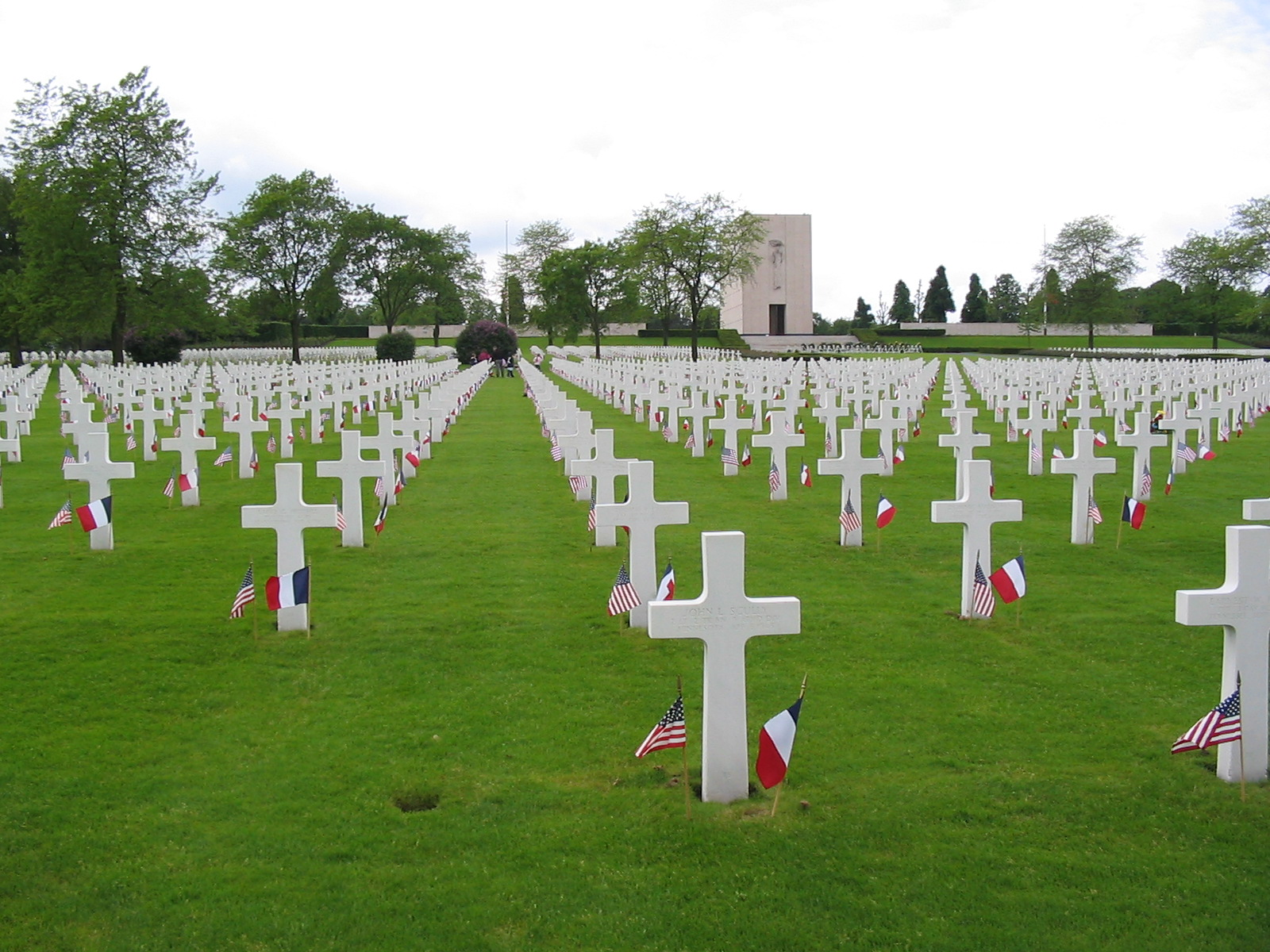
Americký vojenský hřbitov v Saint-Avoldu

Na severovýchodním konci města se rozkládá největší americký vojenský hřbitov v Evropě, kde jsou pochovány pozůstatky 10 489 amerických vojáků, kteří padli za 2. světové války. Většina z nich položila život během operace, při níž se americké jednotky snažily vytlačit Němce z opevněného města Mety směrem k Siegfriedově linii a k Rýnu. Vojáci patřili převážně k pěchotě, motorizovaným a obrněným jednotkám Sedmé armády Spojených států amerických.